# Осада Переяславля-Рязанского
Осада Переяславля-Рязанского — заключительный эпизод крымского похода на Русь 1521 года. Неудачная попытка крымского хана Мехмеда I Герая взять Переяславль-Рязанский, в ходе которой русский гарнизон с помощью хитрости добился дипломатического успеха — захвата великокняжеской грамоты о возобновлении выплаты дани. Крымскотатарское войско снялось с осады из-за опасности на своих восточных границах. 

## Ход событий
В результате разорительных действий под Москвой хан Мехмед I Герай получил от Василия III грамоту о возобновлении даннической зависимости от Чингизидов, отошёл за Оку и попытался сходу взять Переяславль-Рязанский, незадолго до этого окончательно присоединённый к централизованному Русскому государству. Воевода Хабар Симский заблаговременно подготовил город к обороне, а также заручился лояльностью горожан Василию III в свете того, что последний рязанский князь Иван Иванович, бежавший из московского плена, собирался вернуть себе власть с помощью крымских татар.
Ханское войско простояло под городом около недели, разоряя отдельными отрядами округу и предлагая осаждённым выкупать пленных. Так был выкуплен за 700 рублей и тяжело раненый князь Фёдор Лопата Телепнев-Оболенский, взятый крымцами в плен ещё при наступлении на Москву. В конечном итоге хан потребовал от воеводы Хабара Симского как «раба своего данника» доставить ему провиант и всё прочее необходимое, а также явиться лично. На это Хабар Симский ответил, что ничего не знает о том, что его государь стал данником хана и запросил в подтверждение грамоту, которая и была ему предъявлена. По словам Сигизмунда фон Герберштейна, воеводы до последнего надеялись, что татары их обманывают, но получив подлинную великокняжескую грамоту, растерялись и даже плакали. Лишь Хабар Симский не потерял присутствие духа. Он не только не стал удовлетворять требования хана, но и не вернул грамоту ханскому посланнику.
В ответ была предпринята попытка взять город хитростью. По инициативе Евстафия Дашкевича, который возглавлял несколько сотен запорожских казаков, воевавших на стороне крымского хана, его люди дали убежать некоторым пленникам в город, а потом стали возмущаться и требовать возврата беглецов. У ворот собралась большая толпа из татар и казаков, которые по плану Дашкевича должны были перебить стражу и захватить ворота. Хан в это время находился рядом и готовил штурм. Ситуация стремительно накалялась. Служилый немец пушкарь Иоанн Иордан, оценив опасность, самовольно из выстроенных орудий дал залп по татарам и казакам, которые в ужасе разбежались. Хан потребовал объяснений. Ему было объявлено о вине пушкаря, который самовольно привёл в действие орудия, но Хабар Симский отказался выполнить последовавшее требование о выдаче пушкаря, спасшего город.
12 августа хан с войском неожиданно снялся с лагеря и ушёл в Крым. Вероятно, сыграло роль вторжение в его владения астраханских татар, которые начали опустошать почти незащищённое ханство. Грамота о даннической зависимости так и осталась у Хабара Симского, была впоследствии доставлена в Москву и уничтожена. Хотя летописи молчат о существовании такой грамоты, известной из повествования Герберштейна, оно подтверждается записями в Разрядной и родословной книгах. 

## Результаты
Счастливый поворот событий, достигнутый хитростью и выдержкой Хабара Симского, уберёг Русское государство от существенной потери престижа и ухудшения своего внешнеполитического положения. Дипломатический и политический успех похода Мехмета-Гирея был сведён на нет. За свой подвиг Хабар Симский был пожалован в бояре.